# John Hillaby
John Hillaby (1917. július 24. – York, 1996. október 10.) angol útikönyvíró és felfedező.

## Magyarul megjelent művei
- Gyalogszerrel Európában; ford. Borbás Mária; Gondolat, Bp., 1976 (Világjárók)
- Gyalogszerrel Nagy-Britanniában; ford. Borbás Mária; Gondolat, Bp., 1980 (Világjárók)
- Gyalogszerrel a Rudolf-tóhoz; ford. Balassa Klára; Gondolat, Bp., 1986 (Világjárók)